# Dasypeltis scabra
Espèce
Synonymes
- Coluber scaber Linnaeus, 1758
- Anodon typus Smith, 1828
- Dasypeltis lineolata Peters, 1878

Statut de conservation UICN

 LC  : Préoccupation mineure
Dasypeltis scabra est une espèce de serpents de la famille des Colubridae.

## Répartition
Cette espèce se rencontre en Afrique et en Arabie. Elle est absente des régions désertiques et des forêts tropicales denses.

## Description

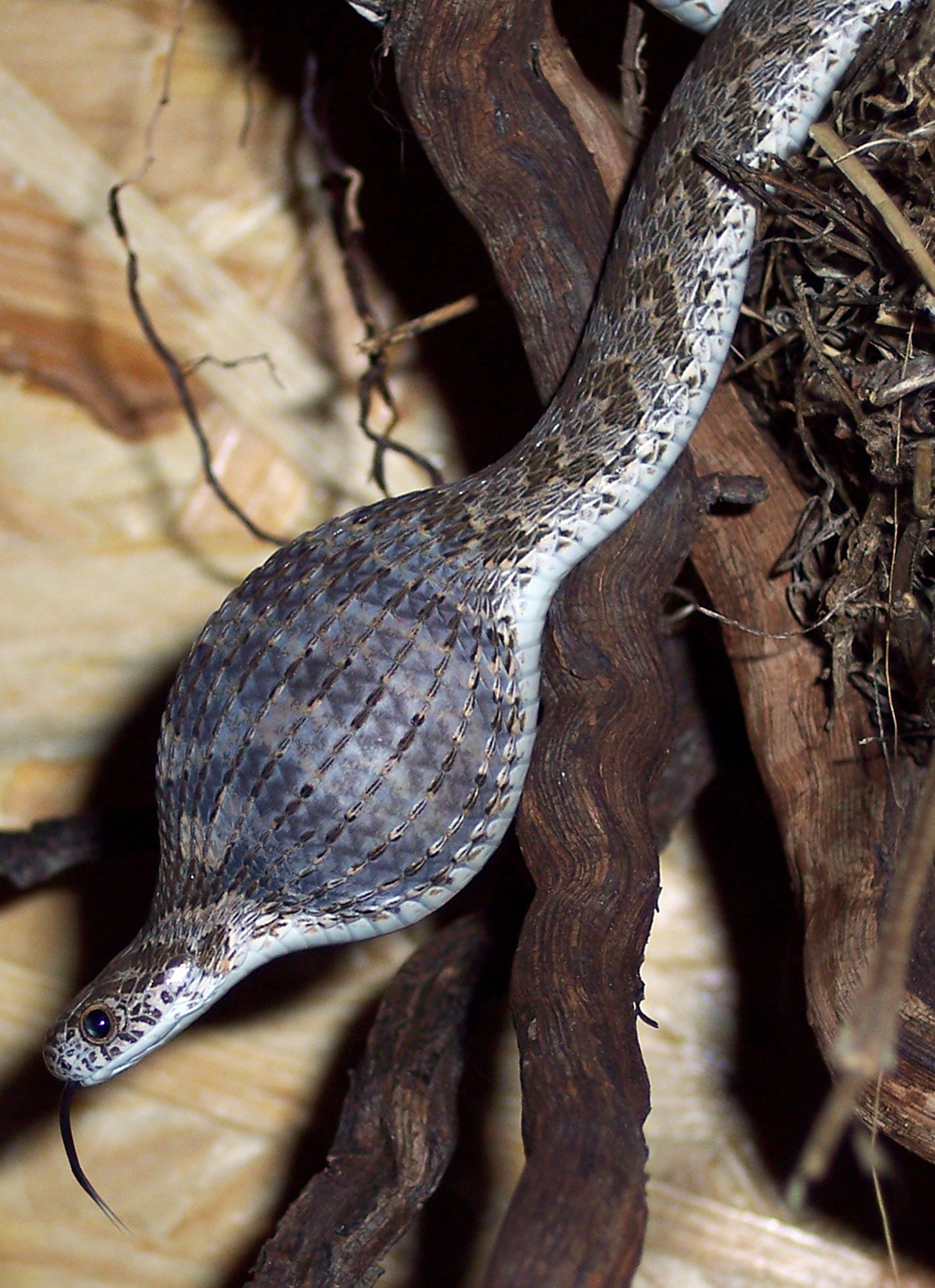
Dasypeltis scabra en train d'avaler un œuf.

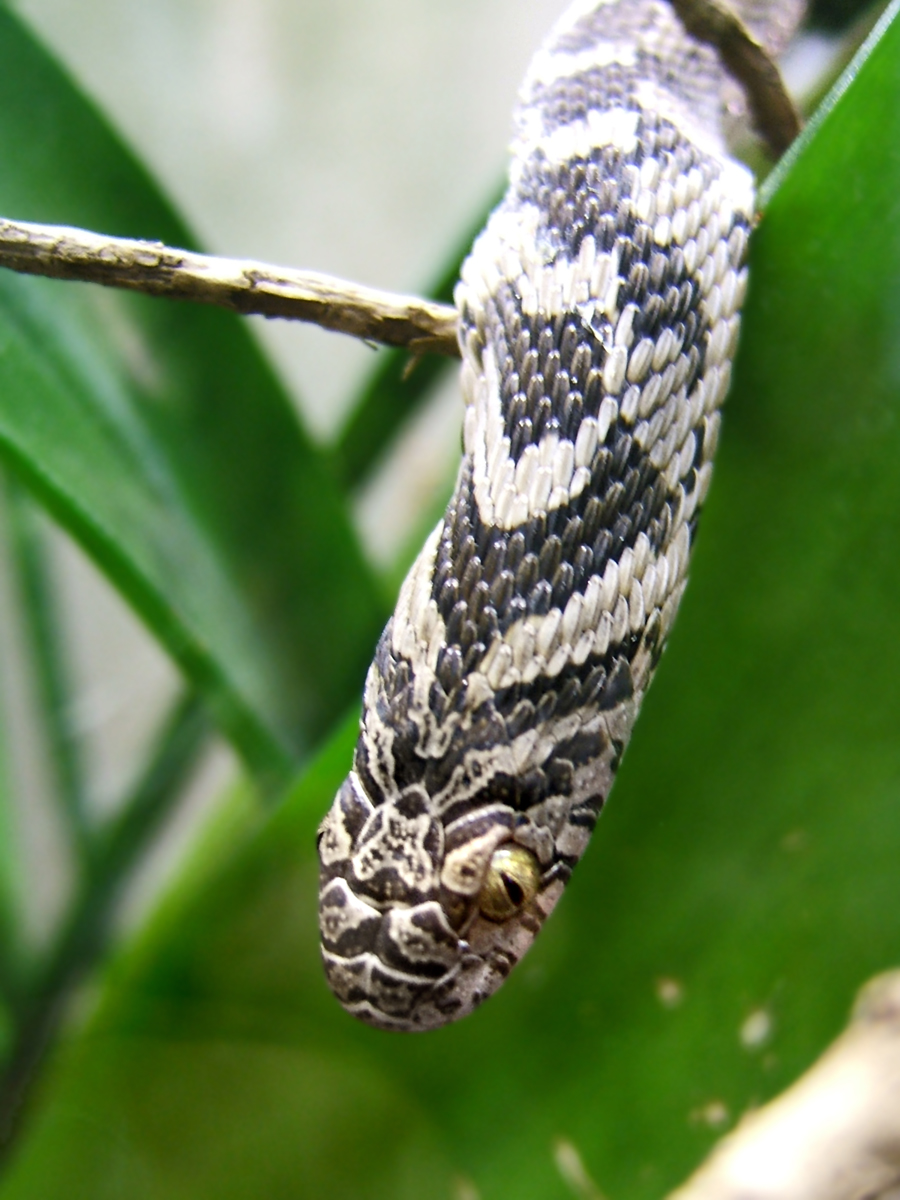
Détail de la tête.

Dasypeltis scabra mesure entre 50 et 90 cm. Son dos est brun clair et taché d'une série de losanges plus sombres. Ses flancs sont ornés de taches brunes. Son ventre est jaunâtre parfois tacheté de noir.
Comme les autres espèces de ce genre, ce serpent s'alimente exclusivement d'œufs. Sa mâchoire est pratiquement édentée. La muqueuse de sa bouche présente de petites crêtes parallèles, semblables à des empreintes digitales, qui l'aident à saisir la coquille de l'œuf. Une fois ingéré celui-ci est percé par les hypapophyses qui s'étendent jusqu'à l'œsophage. La coquille est ensuite régurgitée ; seul le contenu de l’œuf est digéré. Dasypeltis scabra vérifierait que l’œuf qu'il s'apprête à consommer n'est pas pourri en le sentant mais il lui arrive parfois de faire des erreurs. Il semble que cette espèce soit capable de différencier les œufs non fécondés de ceux avec embryons. Généralement les œufs en développement ne sont pas mangés.
Lorsqu'il est dérangé ce serpent se gonfle, « siffle » en frottant rapidement les écailles rugueuses présentes le long de son corps et frappe avec sa gueule grande ouverte.

## Liste des sous-espèces
Selon The Reptile Database (6 septembre 2014) :
- Dasypeltis scabra loveridgei Mertens, 1954
- Dasypeltis scabra scabra (Linnaeus, 1758)

## Publications originales
- Linnaeus, 1758 : Systema naturae per regna tria naturae, secundum classes, ordines, genera, species, cum characteribus, differentiis, synonymis, locis, ed. 10 (texte intégral).
- Mertens, 1954 : Neue Schlangenrassen aus Südwest- und Südafrika. Zoologischer Anzeiger, vol. 152, p. 213-219.